# Mount Morris (Wisconsin)
Mount Morris es un pueblo ubicado en el condado de Waushara en el estado estadounidense de Wisconsin. En el Censo de 2010 tenía una población de 1.097 habitantes y una densidad poblacional de 12,02 personas por km².

## Geografía
Mount Morris se encuentra ubicado en las coordenadas 44°6′42″N 89°10′55″O / 44.11167, -89.18194. Según la Oficina del Censo de los Estados Unidos, Mount Morris tiene una superficie total de 91.25 km², de la cual 88.74 km² corresponden a tierra firme y (2.75%) 2.51 km² es agua.

## Demografía
Según el censo de 2010, había 1.097 personas residiendo en Mount Morris. La densidad de población era de 12,02 hab./km². De los 1.097 habitantes, Mount Morris estaba compuesto por el 97.99% blancos, el 0.09% eran afroamericanos, el 0.18% eran amerindios, el 0.36% eran asiáticos, el 0.09% eran isleños del Pacífico, el 0.27% eran de otras razas y el 1% pertenecían a dos o más razas. Del total de la población el 1.55% eran hispanos o latinos de cualquier raza.